# Флавий Аниций Пробин
Флавий Аниций Пробин (лат. Flavius Anicius Probinus) — римский политический деятель конца IV века.
Происходил из именитого рода Анициев. Его отцом был консул 371 года и один из влиятельнейших людей своей эпохи Секст Клавдий Петроний Проб, а матерью — Аниция Фальтония Проба. Его братьями были консул 395 года Флавий Аниций Гермогениан Олибрий и консул 406 года Флавий Аниций Петроний Проб, а сестрой — Аниция Проба. По одной из версий, Пробин был отцом императора Западной Римской империи Петрония Максима. Пробин родился в Риме. В 395 году он занимал должность ординарного консула вместе со своим братом. Поэт Клавдий Клавдиан посвятил им «Панегирик консулам Пробину и Олибрию». В 396—397 годах Пробин находился на посту проконсула Африки. Грамматик Арузиан Мессий посвятил братьям своё произведение «Примеры выражений». В 397 году оба брата получили письмо от Квинта Аврелия Симмаха. Пробин занимался сочинением стихов.